# Filosofie van de opvoeding
De filosofie van de opvoeding , ook: wijsgerige pedagogiek of opvoedingsfilosofie, is een vakgebied binnen de filosofie, dat reflecteert op de aard, de doelen en de problemen van de opvoeding. Een exacte definitie van dit vakgebied is moeilijk te geven. Het vakgebied richt zich namelijk zowel op de filosofische vraagstelling, die opvoedkundige concepten en methodes wil verhelderen, als op de praktijk van de pedagogiek. Het vakgebied heeft daardoor een zekere overlap met de theoretische pedagogiek, maar moet er niet mee verward worden. De filosofie van de opvoeding benadert pedagogische problemen vanuit een  filosofische achtergrond. Opvoedingsfilosofen moeten vertrouwd zijn met andere filosofische disciplines, met name de epistemologie of  kennisleer, taalfilosofie, ethiek, sociale of politieke filosofie, wetenschapsfilosofie, en mogelijk ook de filosofie van de geest en de esthetica.
Opvoedingsgsfilosofie wordt zelden als academisch vak aangeboden, maar maakt regelmatig deel uit van het curriculum in scholen en instituten, waar onderwijs en pedagogiek centraal staan. Wanneer vorming in de zin van culturele transfer van de ene generatie op de andere bedoeld wordt, spreekt men ook over onderwijsfilosofie. Verwant is verder de discipline van de filosofie van de pedagogische wetenschappen, die zich bezint op de logische en epistemologische uitgangspunten en methodes van de pedagogiek.

## Ontwikkeling
Hoewel er steeds filosofen zullen zijn geweest die zich bezighielden met de opvoeding, nam deze voor sommigen onder hen een centrale plaats in. Dit was het geval bij Plato, Thomas van Aquino, John Locke en Jean-Jacques Rousseau, en bij John Dewey, die opvoedingsfilosofie beschouwde als "philosophy in its most general phase." Immanuel Kant en Georg Hegel hadden aandacht voor het onderwijs aan de universiteiten, en in de geschriften van Friedrich Nietzsche zijn heel wat onderwijskundige opvattingen te vinden. Hetzelfde geldt voor niet-westerse filosofen en opvoeders als Maimonides, Confucius en Lao Tze, die in hun tijd veel invloed hadden op het gegeven onderwijs en op de opvoeding. De wortels van de opvoedingsfilosofie reiken dus verder terug dan de 19e eeuw. Pas in de eerste helft van de 20e eeuw begon zij zich echter te ontwikkelen als apart filosofisch deelgebied, met een eigen vakliteratuur, tradities en problematiek - zoals blijkt uit publicaties, conferenties en academische aanstellingen in die periode.
Deze filosofische deeldiscipline werd in haar ontwikkeling beïnvloed door verschillende intellectuele en sociale trends, die ieder een impact hadden op het filosofische debat over onderwijs en opvoeding. Zo leverden marxisme, psychoanalyse, existentialisme, fenomenologie, pragmatisme en feminisme telkens nieuwe invalshoeken op. Vooral bij 20e-eeuwse Anglo-Amerikaanse filosofen werd de benadering van de analytische filosofie toonaangevend. Daar wordt verderop in het artikel op ingegaan. Begonnen wordt met een chronologisch overzicht van de belangrijkste wijsgeren, die zich in hun werk hebben beziggehouden met de filosofie van de opvoeding.

## Oudheid

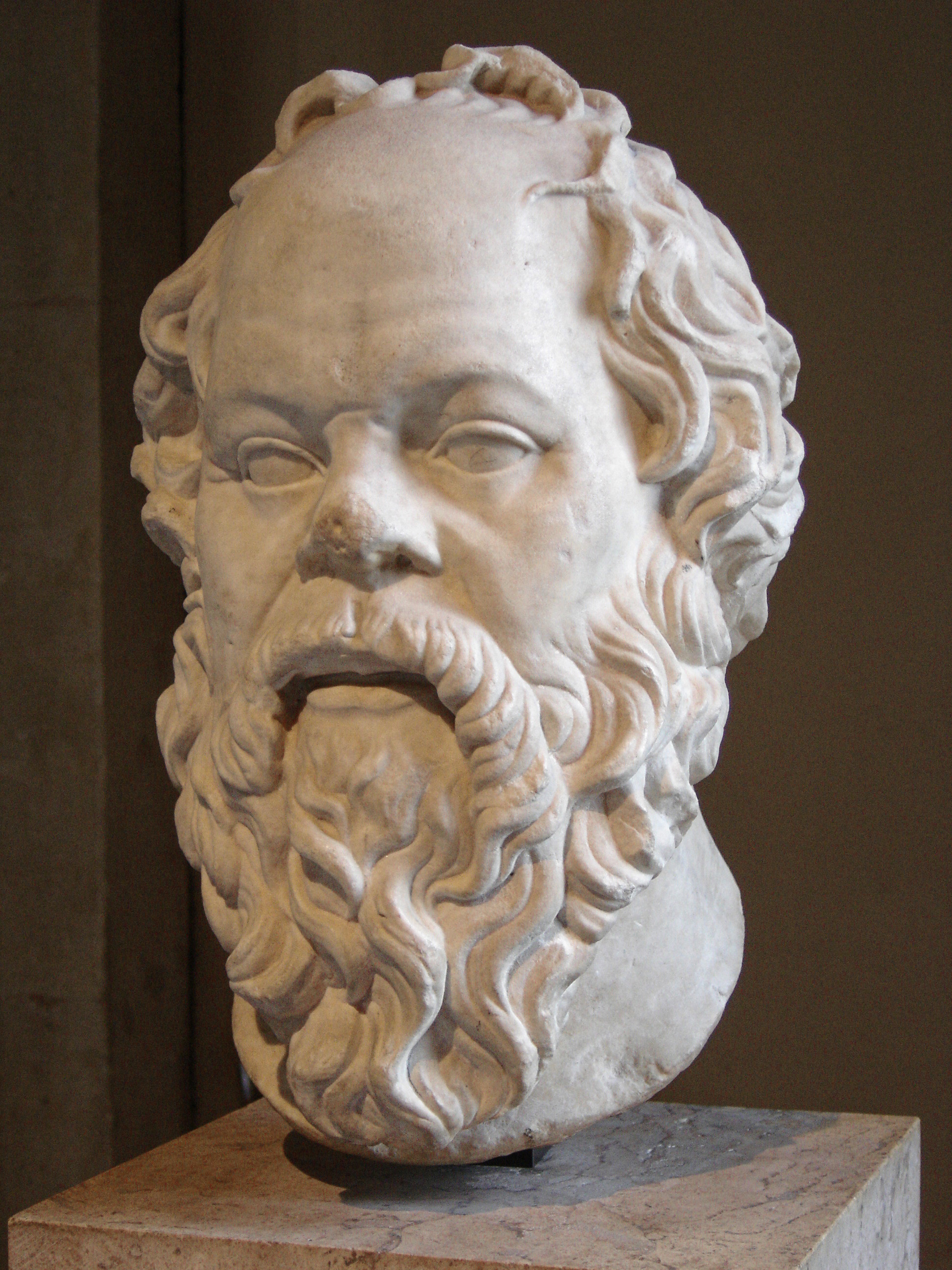
Socrates; eerste -eeuwse kopie

### Socrates en Plato
Socrates onderwees zijn leerlingen door vragen te stellen (de "Socratische methode".) In de dialogen die Plato over hem schreef horen we hem vaak zeggen dat hij niets weet, maar dat zijn vaardigheid om vragen te stellen hielp om anderen de ware kennis te 'herinneren' die ze waren vergeten. Hij vergeleek zichzelf met een vroedvrouw die slechts helpt om de al aanwezige kennis ter wereld te helpen (zie maieutiek). Men zou kunnen stellen dat de moderne filosofie van de opvoeding nog steeds vertrekt van de socratische ironie, die zich buigt over kwesties die door niet-filosofen als vanzelfsprekend worden ervaren: "Is de mens aangeboren goed of slecht?"; "Wat is (ware) kennis?" "Wat is leren?" Een van Plato's dialogen waarin Socrates zijn ideeën over opvoeding en kennisleer uiteenzet, is de Meno. In deze dialoog komen kwesties aan de orde die nog steeds relevant zijn voor hedendaagse opvoedingsfilosofen, zoals: "Kan deugd aangeleerd worden?"; "Wat is deugd?"; "Wat is kennis?"; "Wat is de relatie tussen kennis van deugd en de deugd zelf?"; "Wat is de relatie tussen kennis en onderwijs?"; "Is het aanleren van kennis mogelijk en zo ja, op welke manier?" In deze tekst uit de 4e eeuw v.Cr. werd ook de aanzet gegeven tot het eeuwigdurende debat tussen rationalisten en empiristen, en kwam het inzicht naar voren dat over onderwijzen gereflecteerd dient te worden.
In de Allegorie van de grot (Politeia, Boek 7) beschrijft Plato de toestand van gevangenen
geketend in een grot, en hoe een van hen zich van zijn ketenen bevrijdt en geleidelijk de tocht naar het daglicht aanvangt. Hij wil ons met dit allegorisch verhaal de toestand van de mens laten zien en de rol die opvoeding en onderwijs spelen: het leren zien en de middelen aanreiken om de ketens van onwetendheid te doorbreken. Plato's educatieve filosofie is gebaseerd op zijn visie van de ideale staat, waarin het individu het best gediend is door het ondergeschikt te maken aan een rechtvaardige samenleving. In de Politeia pleitte hij ervoor om kinderen op jonge leeftijd aan de zorg van hun moeders te onttrekken en hun opvoeding verder aan de staat over te laten. Hij stond een soort kastenstelsel voor waarin kinderen van vooraanstaande burgers werden opgeleid om later belangrijke functies (filosoof, politicus) te bekleden, terwijl kinderen van lagere afkomst de opvoeding en het onderwijs kregen dat bij de sociale klasse van een soldaat of arbeider paste. Deze gedifferentieerde opvoeding zorgde er volgens Plato voor dat de staat, waarin ieder zijn rechtvaardige deel kreeg evenwichtig ('rechtvaardig’) zou zijn en goed zou functioneren omdat iedereen zijn plaats kende. Wat betreft de ‘wachters’, de soldaten, werd het lager onderwijs beperkt tot de klasse tot de leeftijd van achttien, gevolgd door twee jaar verplichte militaire training en vervolgens door het hoger onderwijs voor degenen die daartoe geschikt werden bevonden. Jongens en meisjes moesten hetzelfde soort onderwijs krijgen. Het lager onderwijs bestond uit muziek en gymnastiek, en beoogde zachte en harde kwaliteiten in het individu te harmoniseren. Op de leeftijd van twintig werd een selectie gemaakt, waarbij de besten onderricht kregen in wiskunde, geometrie, astronomie en harmonie. Na verloop van tien jaar volgde een tweede selectie, waarbij de gevorderden in aanmerking zouden komen om dialectiek en metafysica, logica en filosofie te studeren voor de komende vijf jaar. Objecten van hun studie waren de Idee van het Goede en de eerste beginselen van het Zijn. Na een legerdienst van vijftien jaar zou een man pas op 50-jarige leeftijd zijn theoretische en praktische opvoeding voleindigen.

### Aristoteles
Van 343 v.Chr. tot 325 v. Chr. was de filosoof (en ex-leerling van Plato) Aristoteles (384-322 v. Chr) in dienst van de koning van Macedonië waar hij diens zoon Alexander, de latere Alexander de Grote, lesgaf. In de Ethica Nicomachea en de bijbehorende Politica, zet Aristoteles zijn ideeën over opvoeding uiteen. Een mens is, aldus de filosoof, niet zomaar een dier, dat zijn leven, zijn zoè, door instinct en toeval laat leiden. Een mens heeft daarentegen een bios, hij organiseert en maakt plannen; hij leidt zijn leven. Dat kan de mens, doordat hij logos bezit; hij kan spreken en zich rekenschap geven van zijn gedachten en zich naar anderen toe verantwoorden. Omdat een mens dat kan, is hij in staat zich bewust te zijn van gewoonten en die eventueel te veranderen. Hij moet dus uitzoeken welke gewoonten bij hem passen (waarbij hij zich thuis (èthos) voelt). De gewoonten van een mens zijn vaak tegenstrijdig; door deze tegenstrijdigheden weg te nemen, ontdekt de mens wat voor hem een goed gerichte levenswandel is. In feite hebben alle mensen hetzelfde doel: ze streven naar een geslaagd leven en willen gelukkig zijn. Een groep gaat ervan uit dat het je niet zomaar in de schoot komt vallen; je moet deugdelijk zijn en hard werken en iets presteren. Een tweede groep streeft naar genot. De derde groep zijn de wetenschappers; die hun voldoening er in vinden nieuwe dingen te ontdekken. Goed leven houdt goed handelen in. Wanneer het lukt dapper te zijn en royaal goed en rechtvaardig te zijn tegenover anderen, zal dat een diepe voldoening geven. De ethiek hoeft niet ver te zoeken naar normen, volgens Aristoteles zijn die te vinden in de samenleving. Wie zijn verstand gebruikt moet ze al kennen.

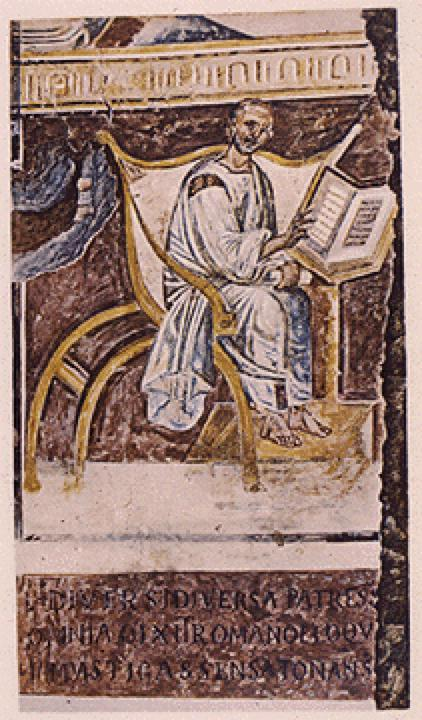
6e-eeuwse afbeelding van Augusstinus

### Augustinus van Hippo
Kerkvader Aurelius Augustinus van Hippo, (354-430) was bisschop in Noord-Afrika. In zijn tijd viel het Romeinse Rijk in snel tempo ten prooi aan binnenvallende Germaanse volkeren. Augustinus ontwikkelde een theologie waarmee de Kerk goed uit de voeten bleek te kunnen toen het Romeinse Rijk in verval was.
Augustinus heeft op verzoek van een diaken, Deogratias, uiteengezet wat hij belangrijk vond in geloofsoverdracht. Hij noemt hier liefde en opgewektheid (hilaritas). Opvallend is dat hij dus de nadruk legt op een goede sfeer. Hij wijst ook op het belang van non-verbale communicatie; zelfs als iemand geen woord van je tekst verstaat, dan nog zal hij de emotie meekrijgen.
Augustinus’ opvoedingsfilosofie staat dus in het licht van het geloof dat het verblijf van de mens hier op aarde maar tijdelijk is, en niet meer is dan een voorbereiding op het leven dat daarna komt. Het morele karakter van de mens en zijn inzicht in het geloof moeten tijdens dit leven daarom ten volle ontwikkeld worden. Volgens Augustinus wordt de mens door zijn zintuigen bedrogen; ze leveren hem slechts onvolmaakte kennis op. De waarheid is alleen in God. Zij is absoluut en kan experimenteel niet gevonden worden. Augustinus’ opvoedingsfilosofie is autoritair: het individu moet accepteren wat de Kerk als de waarheid verklaart en is niet vrij gelijk welke richting te volgen die zijn verstand hem ingeeft. Door de erfzonde is het kind geneigd tot het kwaad, en moet het zo nodig gedisciplineerd worden.
De studie van retoriek, grammatica, logica, wiskunde, wetenschap en filosofie geven de student voldoende achtergrond om later in de theologie tot ware kennis te komen. Augustinus is voorstander van een strikte censuur van wat het kind te lezen krijgt, om te vermijden dat het zich van de deugd afkeert.

## Middeleeuwen

### Middeleeuwse scholastiek
Scholastiek domineerde het onderwijs aan de Europese middeleeuwse universiteiten van ongeveer 1100 tot 1700. Het was niet zozeer een filosofie of een theologie, dan wel een leermethode, die sterke nadruk legde op dialectisch redeneren. Het nam vaak de vorm aan van uitgebreide discussies. Een onderwerp ontleend aan de traditie werd aangesneden in de vorm van een vraag, de antwoorden van tegenstanders werden gegeven, een tegenvoorstel werd beargumenteerd en de argumenten van tegenstanders weerlegd. 
Het programma van de scholastiek begon als een poging om de verschillende autoriteiten van de eigen christelijke theologie te verzoenen met de klassieke en laat-antieke filosofie, vooral die van Aristoteles maar ook van het neoplatonisme. Enkele van de belangrijkste figuren van de scholastiek zijn Anselmus van Canterbury (1033-1109), de "vader van de scholastiek" genoemd, Petrus Abaelardus (1079-1142), Albertus Magnus (1200-1280), Duns Scotus (1266-1308), Willem van Ockham (1288–1347) en Thomas van Aquino (1225-1274).

### Moderne Devotie
Met de Moderne Devotie wordt de spirituele herleving in de Nederlanden en de Duitse grensstreek bedoeld die tot stand kwam als gevolg van de prediking van Geert Groote (1340-1384). Tot de beweging behoorde onder meer kloosters, en ook lekenorden; de broeders van het Gemene Leven en de zusters van het gemene leven. Deze huizen hebben veel betekend voor het onderwijs. Zij bouwden de kapittelscholen uit tot volwaardige Latijnse scholen, en stichtten nieuwe scholen. Ze vingen leerlingen op die van ver moesten komen. Ze verzorgden kopieën van handschriften, en begonnen met uitgeverijen toen de boekdrukkunst uitgevonden werd. De Moderne Devotie heeft veel invloed gehad, onder meer via leerlingen zoals Desiderius Erasmus.

## Humanisme

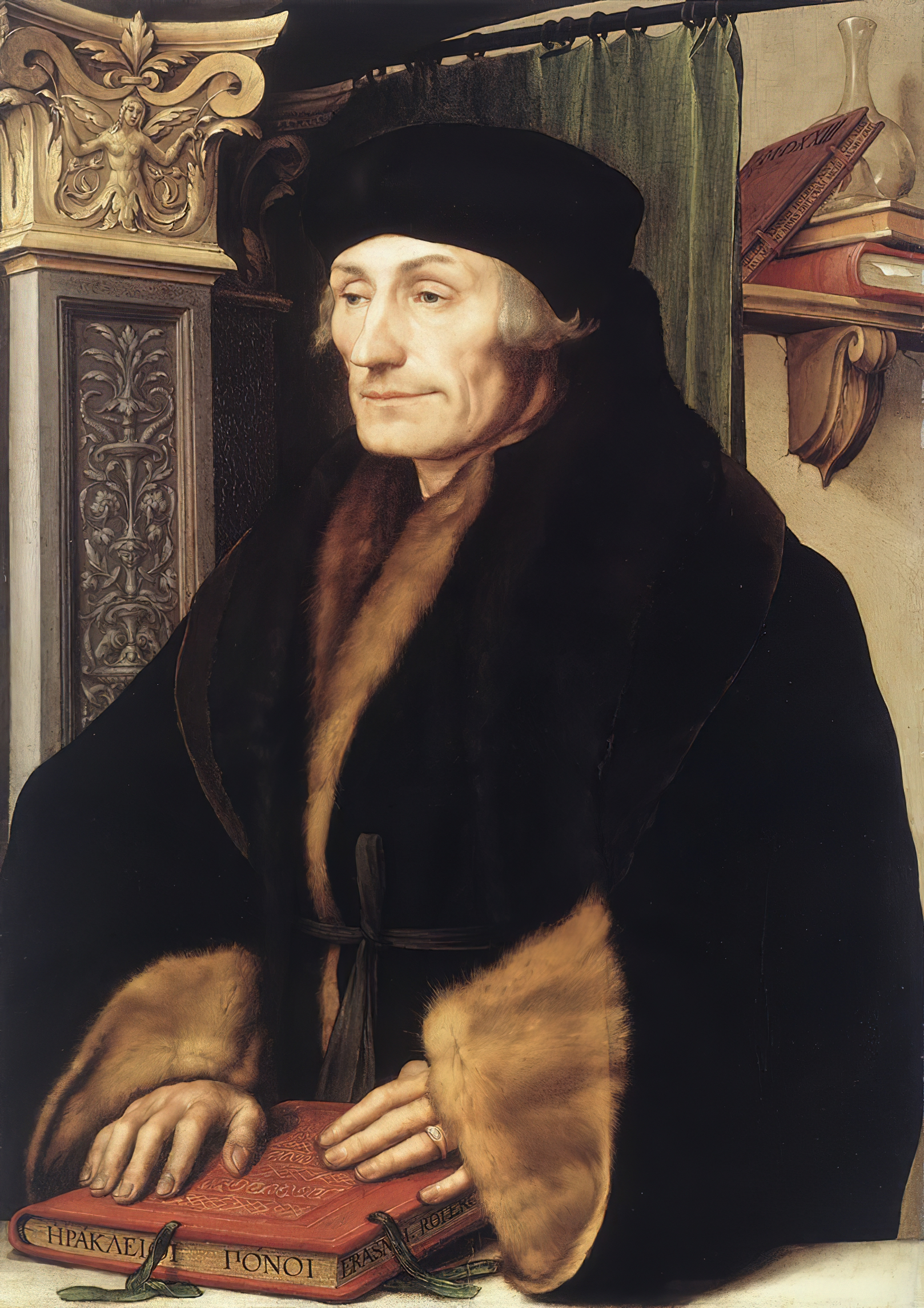
Portret van Erasmus door Holbein jr 1523

### Desiderius Erasmus
De humanist Desiderius Erasmus (ca. 1467-1536) stelt in zijn boek Over de verplichting kinderen terstond en ruimdenkend op te voeden dat "mensen .. worden niet geboren maar gevormd." De mens verschilt van de dieren door de rede en moet zich daarom ontwikkelen. Daarom moet een kind van jongs af worden opgevoed en onderwezen, omdat de natuur een kind niet kan maken tot een nuttig onderdeel van de maatschappij. Hoe eerder (liefst met de geboorte al; maar zeker niet later dan met vier jaar) een kind aan een leraar wordt toevertrouwd, des te beter het is voor het kind volgens Erasmus. Belangrijk is dat het kind opgevoed wordt in vrijheid. Met vrijheid wordt enerzijds bedoeld dat het kind met de Zeven vrije kunsten in aanraking moet komen, waarbij Erasmus vooral aan taalkunde gedacht zal hebben. Maar ook vindt Erasmus een vrije, dat wil zeggen een ruimdenkende opvoeding belangrijk. Als doelen van de opvoeding noemt hij vroomheid, deugdzaamheid en kennis.
Volgens Erasmus kwam elk zedenbederf voort uit een slechte opvoeding. Anderzijds kunnen mensen van nederige komaf door een goede opleiding zich tot hooggeplaatsten ontwikkelen. Een kind is als een bonk klei, waar de opvoeder vorm aan kan en moet geven. Erasmus is zich bewust van de erfzonde; een kind leert verkeerde dingen gauw aan en vergeet ze langzaam, terwijl dit met goede dingen andersom is. Als humanist legde Erasmus veel nadruk op taal. Taal is de brug naar andere kennis; door verwaarlozing van de taal zijn geneeskunde, recht en theologie teloorgegaan.
Het gaat hier om de volkstaal, maar ook om Latijn en Grieks. Het is voor ouderen namelijk erg moeilijk om nog een taal te leren. Natuurlijk moet je een kleuter nog niet lastigvallen met de Klassieken of de brieven van de apostel. Maar je leert hem wel tafelmanieren, neemt hem mee naar de Kerk enzovoorts. Fabels en verhaaltjes zullen beter onthouden worden als ze met prentjes en plaatjes worden aangeboden. Samenvattend stemt hij in met Aristoteles en Plutarchus: "De totale gesteldheid van het menselijk geluk kun je herleiden tot drie aspecten: aanleg, opleiding en oefening." Met overtuiging keert Erasmus zich tegen dwang en vrees in de opvoeding; hij gruwt van geweld. Daartegenover stelt hij “spontaan gezag” en “ruimdenkend opvoeden”.

### Philippus Melanchton
Melanchton (1497-1560) was classicus aan de Universiteit van Wittenberg. nadat hij door Luther in zijn team genodigd was, ontpopte hij zich tot rechterhand en later opvolger van Luther. Melanchton werd van humanist theoloog en hervormer. Hij wist veel van geschiedenis en bracht alles wat hij wist zo veel mogelijk samen in een logisch verband.
Melanchton heeft veel betekend voor het onderwijs in Duitsland. Hij ontwierp schoolplannen en schreef leerboeken. Het onderwijs werd humanistisch vorm gegeven.
Vanwege alle vernieuwingen die hij doorvoerde kreeg hij de bijnaam Leraar van Duitsland. Hij zette een nieuw schooltype op, dat nog het meest op het gymnasium lijkt. Hij bracht een vertaling van de werken van Aristoteles uit, maar kwam met een nieuwe overdenking van de relatie tussen het Evangelie en de filosoof, en ging geleidelijk andere wegen dan de scholastiek.
Melanchton streefde naar heling van de breuken die door de Reformatie in de Kerk waren ontstaan. Zo was hij betrokken bij gesprekken met Zwingli en Calvijn. Voor zijn tijdgenoten ging zijn wens om ook de breuk met Rome te herstellen, echter een paar honderd jaar te hard.

### Michel de Montaigne
Het belangrijkste werk van Michel de Montaigne (1533-1592) bestaat uit de drie delen van de Essais, waarvan met name  'De l'institution des enfans' (I,26) en 'Du pedantisme' (I,25) zijn opvattingen over onderwijs weergeven.
Hoewel Montaigne nooit zo extreem is als Rabelais, hekelt hij in zijn essays de heersende bekrompen humanistische opvoeding, met haar sterke nadruk op het uit het hoofd leren. Over deze 'pedanterie' van het formeel humanisme en hoe leraars zich tegenover hun studenten opstellen, zegt hij in Du pedantisme:
'We ijveren slechts om hun geheugen vol te proppen, en laten ondertussen het begrip en het geweten leeg. Net zoals vogels op zoek gaan naar graan en het in hun bek naar huis brengen zonder er zelf van te proeven, en het vervolgens in de bek van hun jongen schuiven, zo pikken onze pedanten hier en daar kennis uit boeken; die beroeren ze slechts met hun lippen en slikken ze door om ze vervolgens door de wind te laten verspreiden."
Zulke niet-doorleefde kennis is voor Montaigne van nul en generlei waarde. Wanneer zo iemand na vijftien jaar onderwijs van school komt, zegt hij, is hij ongeschikt voor gezelschap of werk. Het enige dat hij heeft verkregen, is dat het Latijn en Grieks van hem een grotere verwaande domkop hebben gemaakt dan voorheen.
Met het standpunt dat louter memoriseren zonder begrip iemand niet voorbereidt op het concrete leven, was Montaigne een voorloper van de moderne pedagogiek. Voor het onderwijs moeten ideeën belangrijker zijn dan woorden. Montaigne pleit eveneens voor reizen in plaats van scholen als onderwijsmiddel, en benadrukt het belang van een niet-autoritaire opvoeding zonder lijfstraffen.
Boeken en het louter verwerven van kennis zijn volgens de Franse filosoof niet de belangrijkste dingen in het leven en mogen evenmin het uiteindelijke doel van onderwijs zijn. Het echte doel van alle opvoedkundige training is om ons karakter te vormen en ons betere mensen te maken. Studie moet de leerling helpen om beter en wijzer te worden, en het is de taak van de leraar om hem tot de liefde voor het morele leven te inspireren.
Montaignes geloof in het opvoeden door middel van ervaring leidde hem ertoe om filosofie als belangrijkste studie aan te wijzen, "of tenminste dat deel dat de mens en zijn ambten en plichten behandelt". Hij vraagt zich af waarom filosofie, die toch leert te leven, niet aan kinderen wordt aangeboden. Sommige van de traditionele vakken - logica, retoriek, meetkunde en natuurkunde - kunnen weliswaar worden bijgebracht, maar zijn volgens hem van minder belang. Omdat Montaigne zich in zijn essays hoofdzakelijk bezighoudt met de opvoeding van de kinderen van aristocraten, geeft hij toe dat Latijn en Grieks nodig zijn voor de opvoeding van een heer, maar dat het van even groot belang is dat hij zijn eigen taal, de taal van zijn buren leert.
Hij legt ook de nadruk op lichaamsbeweging en gehardheid en zegt hierover:
"Het is geen ziel, het is geen lichaam dat we trainen; het is een mens, en we zouden hem niet moeten verdelen in twee delen." Hierin werd hij nagevolgd door Locke en Rousseau, die eveneens vonden dat een jongen onderworpen diende te worden aan hitte en kou om hem gehard en sterk te maken.
Hoewel Montaigne zelf geen leraar was, hebben deze essays een grote bijdrage geleverd aan de pedagogische theorie en praktijk. Ze lijken Locke en Rousseau en vele anderen rechtstreeks te hebben beïnvloed, en het is vrij duidelijk dat Montaignes praktische studieprogramma later leidde tot het zintuiglijk realisme (sense-realism) van Bacon en Comenius, die stelden dat kennis in de eerste plaats werd verworven via de zintuigen.

## Verlichting

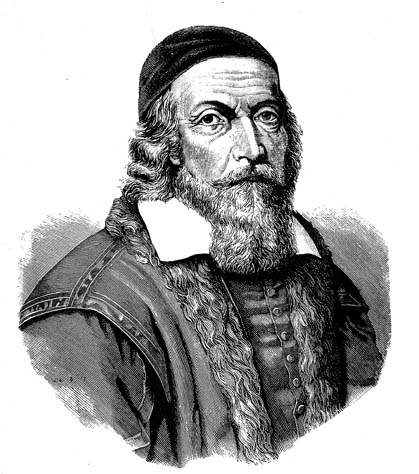
Portret van Comenius

### Comenius
Jan Amos Comenius (1592-1671) (Tsjechisch: Komenský) was onder meer theoloog, filosoof en pedagoog. Hij wordt met terugwerkende kracht beschouwd als een vertegenwoordiger van de vroege gematigde Verlichting, maar kon het met Descartes en de radicale verlichting niet eens worden.
Onder de meer dan 150 boeken die hij schreef, bevinden zich boeken voor kinderen, bijvoorbeeld een plaatjesboek, maar ook boeken over didactiek. Comenius is in de eeuw na zijn dood herontdekt als pedagoog, bijvoorbeeld zijn inzicht in het taalonderwijs is verrassend modern, maar hij was ook filosoof. Zelf was hij een verdraagzame, verzoenende persoonlijkheid en hij zocht naar wegen om de jonge generatie de eindeloze oorlogen en burgeroorlogen van zijn tijd te besparen. Hij zag de oplossing in de "pansofie", een alles omvattende wijsheid, die de kloof tussen de theologie en de natuurwetenschappen zou overbruggen. De wereld zou zich in afwachting van Christus’ wederkomst herenigen in dit ene idee. Daarvoor moest wel "levenslang leren" de regel worden. Drie "raden" zag hij als bestuur van deze samenleving: een voor de wetenschap; een "heilige raad van kerken" en een "wereldraad van vrede en recht". Comenius stierf in 1671 en is begraven in Naarden.

### John Locke
John Locke,(1632-1704), was een Engels filosoof. Hij wordt beschouwd als vertegenwoordiger van de vroege radicale Verlichting. Alleen kennis die berustte op waarnemingen (empirie) en logica (rationalisme) had waarde voor hem. Hij schreef enkele belangrijke boeken over opvoedkunde: zijn magnum opus "Some thoughts concerning education"' "Of study" en "Of the conduct of the understanding."'
Locke geloofde niet dat de mens aangeboren kennis had, zoals Plato had geleerd. Alle kennis die een mens bezit, heeft hij later verworven. Dit geldt voor natuurlijke kennis (ook voor de meest evidente aannames van de logica en de wiskunde), maar des te meer voor religieuze en ethische kennis, volgens Locke. De mens is bij zijn geboorte als een schone lei, of een leeg papier: een tabula rasa. Een leraar moet een inspirerend voorbeeld zijn. De verheven taak van de opvoeder is bevordering van wijsheid en van deugd.
Een kind moet, aldus Locke, met twee à drie jaar leren lezen, verhaaltjes met plaatjes. Het moet het Onze Vader de geloofsbelijdenis en de Tien geboden uit het hoofd kennen. Locke tekent daarbij aan, dat je een kind niet moet dwingen, je moet het uitlokken. In de tweede fase leert het kind Frans en daarna Latijn. Deze talen leert het door ze te gebruiken, niet uit de grammaticaregels. In de derde fase krijgt het kind moderne vakken, zoals aardrijkskunde, geschiedenis, wiskunde, sterrenkunde en anatomie, ethiek en staatsinrichting. Van zowel metafysica als van natuurwetenschappen (die hij verder niet onderscheidt) moet het kind iets weten, opdat het het verschil zal leren tussen speculatie en feitelijke proefneming. Voor muziek en poëzie heeft Locke geen waardering. Die tijd kun je beter besteden aan dansen, paardrijden, schermen.
Locke was in hart en nieren politiek democraat. Hij vindt het aankweken van een democratische en een verdraagzame instelling van groot belang. Tevens was hij een verklaard tegenstander van elke oorlog.

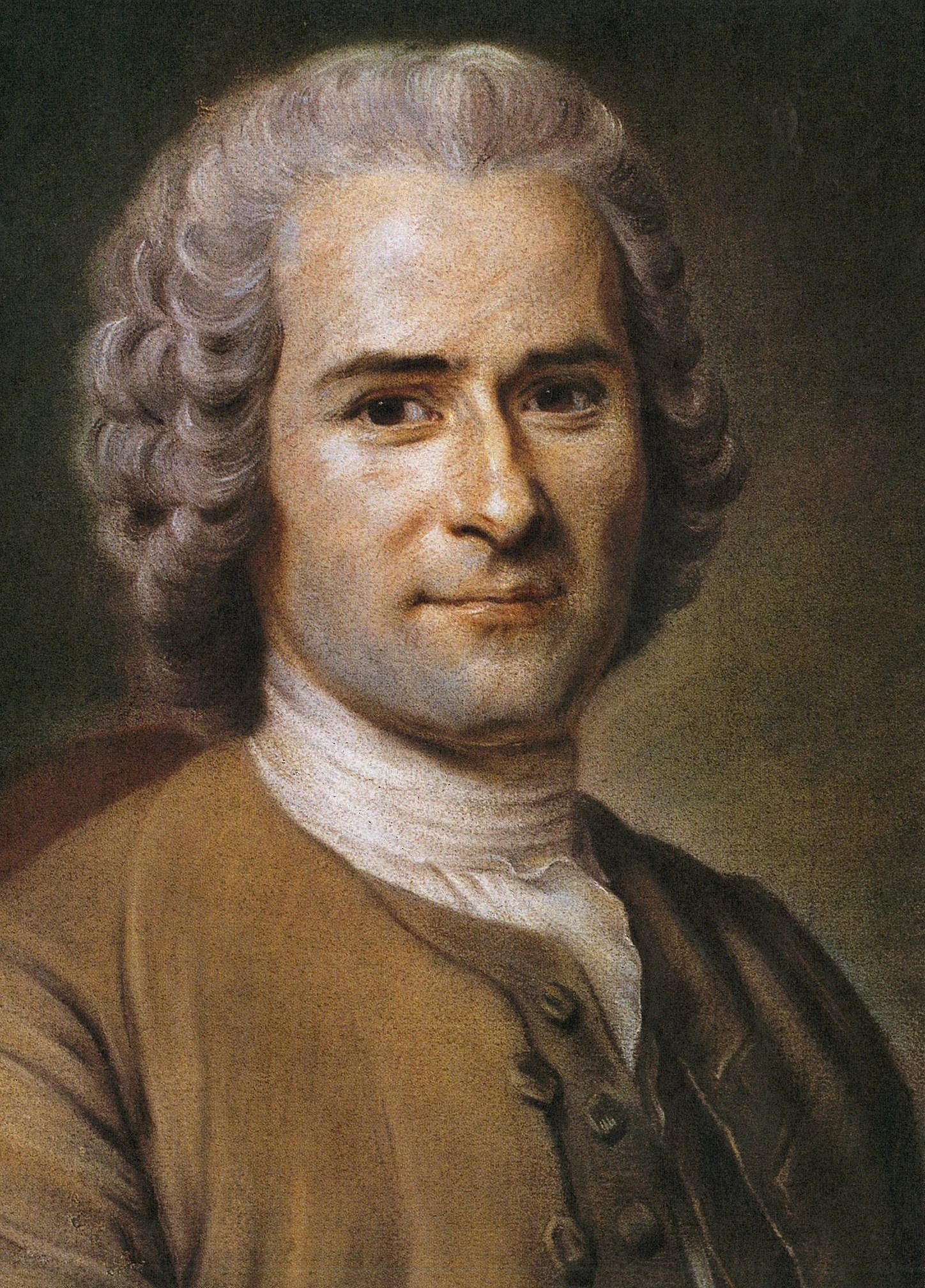
Jean-Jacques Rousseau door Maurice Quentin de La Tour

### Jean-Jacques Rousseau
Jean-Jacques Rousseau (1712-1778) was van mening dat de mens geen erfelijke vaardigheden meekreeg, maar deze verwierf door het doorlopen van een ontwikkelingsproces, dat voor alle mensen gelijk verliep. Dit proces kwam van binnen uit, en kwam voort uit nieuwsgierigheid. Het verschilde hierin van John Locke's (tabula rasa) dat het voortkwam uit het kind zelf, dat wil leren en zich aan wil passen aan zijn omgeving.
In zijn boek Emile, of Over de opvoeding schreef Rousseau, dat kinderen volmaakt in staat zijn om van hun omgeving te leren hoe ze kunnen opgroeien tot deugdzame volwassenen. Dat ze dat niet altijd worden, komt door de kwalijke invloed van die verdorven samenleving. Rousseau stond een andere opvoedingsmethode voor: hij wilde het kind uit de samenleving verwijderen naar bijvoorbeeld een landhuis en het daar dan anders te conditioneren en het puzzels en andere uitdagingen aan te bieden die het dan zelf leert overwinnen. Rousseau betoogde dat een kind op moest groeien zonder dat ouderen zich ermee bemoeiden. Zo kon een kind de gevolgen van zijn eigen gedrag ondervinden en leren van zijn eigen ervaring.
Bijzonder van Rousseau was, dat hij zich bezighield met de legitimatie van volwassenen om een kind te laten leren. Hij vond dat volwassenen eerlijk moesten zeggen dat ze handelden op basis van lichamelijke dwang: Ik ben groter dan jij. Als ze twaalf jaar oud waren, konden ze logisch denken, en als vrije individuen zelf hun bestemming bepalen.

### Immanuel Kant

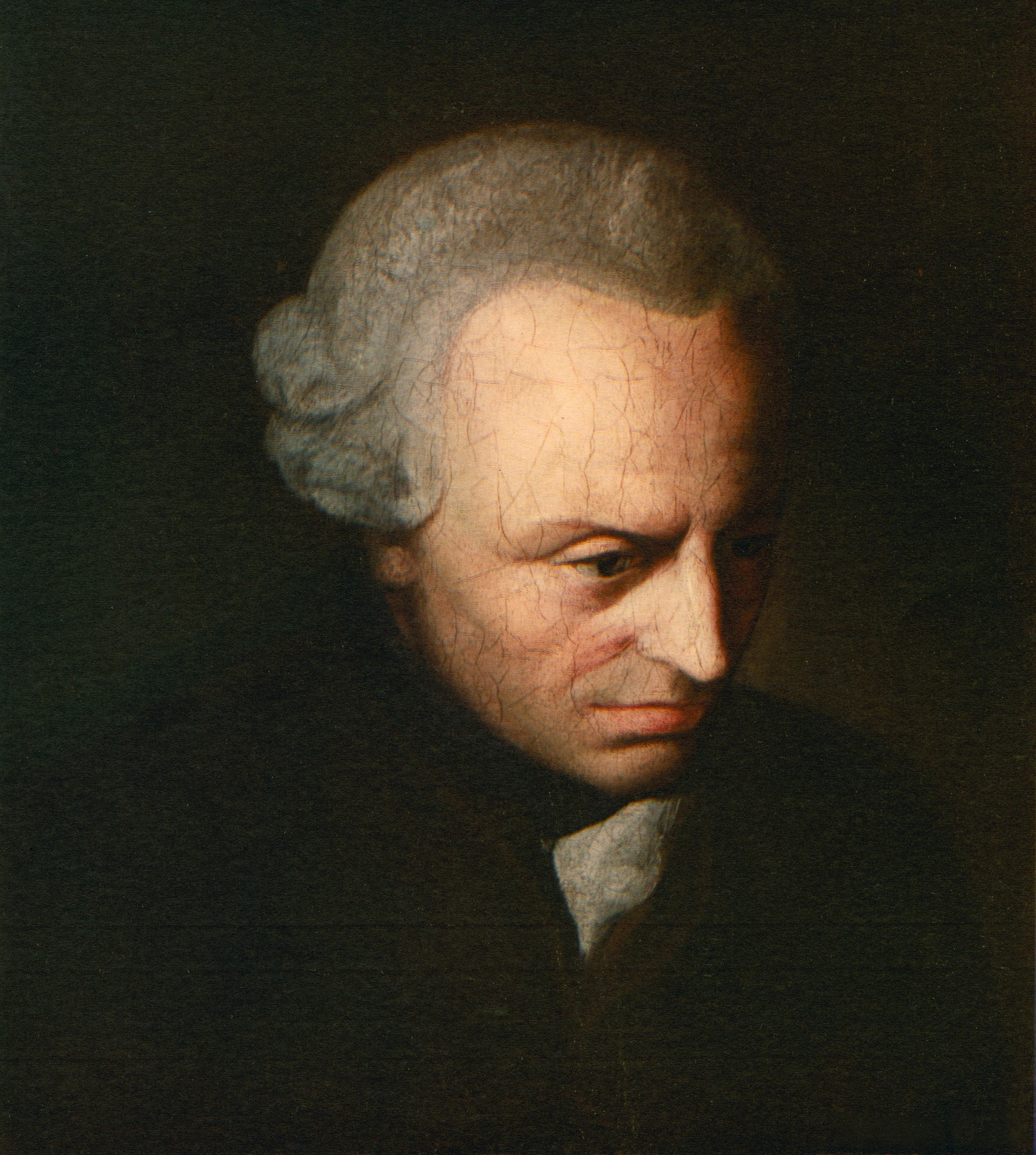
Portret van Immanuel Kant door onbekend kunstenaar, circa 1790.

Voor Immanuel Kant (1724-1804) is, net als voor Rousseau, de mens het enige schepsel dat dient te worden opgevoed. Daarbij moet hij zijn natuurlijke instincten overwinnen door wat de menselijke cultuur hem aanreikt. Het uiteindelijke doel van de opvoeding is het volledig mens worden, zijn 
volledige potentieel waarmaken. Hij moet daarbij worden geholpen door anderen, want een gewone natuurlijke ontwikkeling brengt hem niet waar hij moet zijn. Opvoeding stelt iemand in staat een moreel waardig mens te worden, zichzelf te vermenselijken. Cultuur moet natuur overwinnen: de mens moet uit zijn dierlijke staat worden gered en opgevoed om een autonoom mens te worden. Het proces waarbij de mens zijn volwassenheid bereikt, kan niet zonder discipline en cultuur. 
Kant formuleert het als volgt: "Discipline verandert dierlijkheid in menselijkheid. Door zijn instinct is een dier al alles wat het kan zijn: een kracht buiten het dier heeft al voor alles gezorgd. Maar de mens moet zijn eigen verstand gebruiken. Hij heeft geen instinct en moet het plan van zijn gedrag voor zichzelf bepalen. Echter, aangezien hij / zij niet meteen in staat is om dat te doen, maar integendeel ter wereld komt, om zo te zeggen, in een ruwe staat, is het noodzakelijk dat anderen het voor hem doen."

## Hedendaagse filosofie

### John Dewey

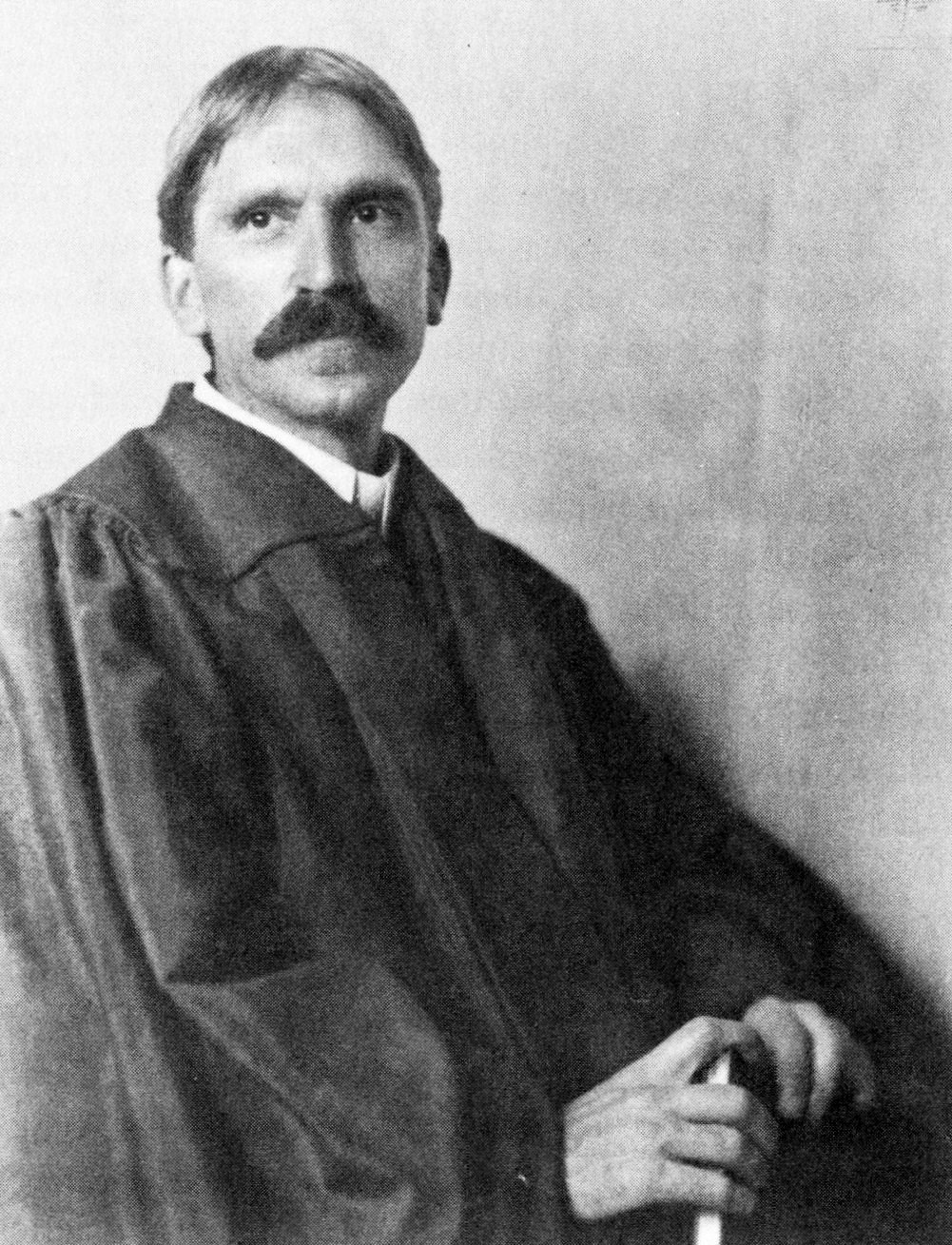
John Dewey in 1902.

De Amerikaanse filosoof John Dewey (1859-1952) staat gekend als een van de vooraanstaande hedendaagse filosofen die zich heeft ingelaten met de filosofie van de opvoeding en plaatste haar zelfs centraal in zijn filosofie. Hij heeft zijn ideeën vooral uiteengezet in The School and Society (1900), The Child and the Curriculum (1902), Democracy and Education (1916) en Experience and Education (1938). Om zijn filosofie van de opvoeding goed te begrijpen moet men er zich van bewust zijn dat Dewey een voorstander was van zowel het pragmatisme als het instrumentalisme en daarnaast ook sterk politiek geëngageerd was. Het pragmatisme, en sterker nog het instrumentalisme legt de nadruk op de praktische kant van het denken, en ziet denken dan ook als het oplossen van problemen. Deweys politieke visie was er dan weer een van radicale democratie: alle burgers moesten in het politiek proces ingeschakeld worden. Hij vertoont in zijn denken, zowel op vlak van educatie als van politiek, vele raakvlakken met Rousseau.
Beide doelen werden echter niet verwezenlijkt of voldoende ondersteund door het onderwijs uit zijn tijd. Hij wilde het onderwijs dan ook op radicale punten hervormen. Het klassieke onderwijs legde te veel nadruk op de theorie en het volledig inprenten van abstracte begrippen en concepten. Kinderen moesten daarentegen volgens Dewey vooral aangespoord worden om dingen te doen op school en dus actief en creatief te werk gaan. Daarom ook wordt Dewey vaak geplaatst in de progressive education: de nadruk wordt gelegd op het kind zelf en zijn zelfstandigheid. Het kind is niet meer een tabula rasa die de docent op adequate wijze moet "beschrijven" met de juiste informatie, maar het kind moet zelf leren binnen de muren van de school.
De oorzaak van deze nood aan hernieuwing in het onderwijs was er echter niet altijd, maar was ontstaan door de veranderingen in de samenleving. Waar kinderen vroeger opgroeiden in rurale kleinstedelijke gebieden, veranderde het maatschappelijke panorama langzaam in een van grote metropolen en verregaande industrialisatie. Terwijl het kind vroeger deze actieve en creatieve leerprocessen in eigen dorp kon ontwikkelen, doordat het werd ingeschakeld in het huishouden en de activiteiten van de gemeenschap, verdween dit element in de moderne samenleving. Om deze leemte te dichten moest dus het onderwijs worden ingeschakeld. Anderzijds moest het onderwijs ook antwoord bieden op de verregaande democratisering van de maatschappij. Dewey vatte de school in principe op als een maatschappij in het klein, waar kinderen rustig konden ingeschakeld worden in de maatschappelijke structuren. De school moest dus toezien op het feit dat de kinderen zouden opgroeien tot volwaardige democratische burgers. Een belangrijk opvolger van Dewey was de pedagoog William Heard Kilpatrick. In de Lage Landen werden zijn ideeën aanvankelijk kritisch onthaald, maar verkregen ook langzaam meer ingang en hebben daarbij sterke invloed uitgeoefend.

### Analytische filosofie
Veel hedendaagse educatieve filosofen beschouwen zichzelf als analytische filosofen. Ze zijn bezig met conceptuele of contextuele analyse, maar besteden veel meer aandacht aan het taalgebruik en de verschillende praktijken dan aan een zoektocht naar onherleidbare elementen of relaties. Een groot deel van de onderwijsfilosofie in de jaren 1950, 1960, en 1970 was gewijd aan de analyse van educatieve taal en concepten en stond sterk onder de invloed van de ordinary language philosophy. Onderzoekers waren ervan overtuigd dat gewone taal een grote schat van betekenis had die nog niet was gerealiseerd, omdat het nog niet was onderzocht. Concepten die hierbij geanalyseerd worden zijn onder meer onderwijs, indoctrinatie, leren, opleiding en prestatie. Een pionier in de analytische filosofie van het onderwijs was C.D. Hardie, die in zijn werk Truth and Fallacy in Educational Theory (1941) verscheidene klassieke ideeën binnen de onderwijsfilosofie aan een conceptuele analyse onderwierp. Zo vraagt hij zich af wat de betekenis kan zijn van de stelling dat elk kind een opleiding moet genieten die strookt met de 'Natuur'. Andere grote namen binnen dit gebied zijn Israel Scheffler en Richard Peters.
Hoewel veel onderwijsfilosofen analyse als de geëigende taak van hun studie beschouwden, bleven anderen werken vanuit een metafysische positie, bijvoorbeeld het idealisme, om dan vervolgens aan te tonen wat deze stellingname betekende voor het onderwijs. Zij verweten de analytische filosofen dat ze zich gedroegen alsof de grote vragen over het morele leven, spiritualiteit en de betekenis van het leven zelf ontoegankelijk waren voor filosofen. Vanaf de jaren 70 begon de rol van analytische filosofie van het onderwijs af te nemen omdat ook in de Engelstalige wereld de aandacht verschoof naar enkele continentale filosofen zoals Michel Foucault en Jean-François Lyotard, die andere perspectieven op het onderwijs konden bieden. Ook vanuit de feministische filosofie kwam er belangstelling voor onderwijsthema's, bijvoorbeeld in het werk van Nel Noddings. Eveneens werden de relaties tussen opvoeding en politieke filosofie en ethiek weer opgenomen.